# Hanji (socken i Kina, Shandong)
Hanji (kinesiska: 韩集乡, 韩集) är en socken i Kina. Den ligger i provinsen Shandong, i den östra delen av landet, omkring 79 kilometer väster om provinshuvudstaden Jinan. Antalet invånare är 28156. Befolkningen består av 13 763 kvinnor och 14 393 män. Barn under 15 år utgör 17,0 %, vuxna 15-64 år 73 %, och äldre över 65 år 8,0 %.
Genomsnittlig årsnederbörd är 861 millimeter. Den regnigaste månaden är juli, med i genomsnitt 255 mm nederbörd, och den torraste är januari, med 5 mm nederbörd.